# Saint-Agnan-le-Malherbe
Saint-Agnan-le-Malherbe település Franciaországban, Calvados megyében. Lakosainak száma 124 fő (2018. január 1.). Saint-Agnan-le-Malherbe Aunay-sur-Odon, Banneville-sur-Ajon, Bauquay, Courvaudon, Maisoncelles-sur-Ajon, Le Mesnil-au-Grain és Malherbe-sur-Ajon községekkel határos.

## Népesség
A település népessége az elmúlt években az alábbi módon változott:
| Lakosok száma | 109  | 121  | 99   | 102  | 95   | 126  | 115  | 111  | 120  | 124  |
|               | 1962 | 1968 | 1982 | 1990 | 1999 | 2008 | 2011 | 2013 | 2017 | 2018 |